# UserGate Mail Server
UserGate Mail Server — условно-бесплатное программное обеспечение, являющееся полноценным почтовым сервером со встроенными средствами антиспам и антивирусной проверки. Разработан российской компанией Entensys и предназначен для использования компаниями среднего и малого бизнеса, а также корпоративным сектором.

## Бесплатная лицензия на 5 ящиков
Лицензия UserGate Mail Server на 5 почтовых ящиков является бесплатной. Единственное ограничение - отсутствие дополнительных модулей (антиспам, антивирус).

## Безопасность
UserGate Mail Server поддерживает протоколы SSL, POP3s, SMTPs и IMAPs. Для проверки почтового трафика представлены четыре антивирусных модуля: от Лаборатории Касперского, Avira, Panda Software и (по заявлению разработчика) основанный на "облачных" технологиях Entensys Zero-Hour. Реализована работа с вложенными файлами.

## Антиспам
UserGate Mail Server использует несколько технологий фильтрации почтовых сообщений: на основе DNS (DNSBL, RHSBL, Backscatter, MX, SPF, SURBL), "облачный" антиспам, собственная реализация фильтрации Байеса. Разработчик заявляет об уровне детекции спама в 97 процентов и очень малой вероятности ложного срабатывания фильтров.

## Интеграция по IMAP с почтовиками
UserGate Mail Server поддерживает интеграцию по IMAP с другими почтовыми серверами, например, MS Exchange и Lotus Domino.

## Мониторинг и статистика
Почтовый шлюз от компании Entensys отслеживает все процессы, происходящие с письмами, проходящими через него. UserGate Mail Server позволяет выполнять фильтрацию почтовых сообщений по нескольким критериям: дате, статусу обработки, отправителю. Письма, ошибочно отнесенные к спаму, можно заново отправить с помощью данного функционала. Также продукт поддерживает работу со списками исключений.

## Резервное архивирование
UserGate Mail Server поддерживает архивирование почтовых сообщений. Если необходимо перенести письма, то выполняется это копированием нескольких папок и файлов. Процесс "отката" назад пока что в продукте не реализован.

## Облачные технологии
В продукте компании Entensys используются "облачные" антиспам и антивирус Entensys Zero-Hour. Первый позволяет достигать заявленных показателей в области детекции спама и ложного срабатывания, второй - недопущения прохождения на ящик пользователя зараженных писем.